# Зимско љетовање
„Зимско љетовање“ је роман српског књижевника Владана Деснице објављен 1950. Сматра се једним од првих остварења књижевности комунистичке Југославије у којем је радикално раскинуто са идејама социјалистичког реализма. Роман нема развијен заплет, већ је композиционо састављен од низа различитих портрета и заокружених епизода. У њему се приповеда о неколико грађанских породица које проналазе уточиште у селу Смиљатовац, бежећи од бомбардовања Задра пред крај Другог светског рата. Неразумевање и неповерење које се рађа између сеоског и грађанског света условљава тематску основу дела. За своје протагонисте Десница није изабрао свет идеализованих градских аристократа и интелектуалаца, нити ликове формиране по узору на сеоске идиле, већ је за јунаке изабрао нижи слој ситних трговаца малограђана из градске средине и низ саможивих сељака. Представљени догађаји су често осликани уз помоћ гротеске, која понекад прелази у бизарност. Таква је и вероватно најпознатија епизода из романа у којој вепар поједе новорођенче. Иако је Десница људске односе сликао са нескривеним антрополошким песимизом, роман није лишен хумора.
„Зимско љетовање“ је након изласка дочекан хладним и махом негативним критикама, пошто се песимистични садржај романа није уклапао у послератну књижевност у којој се о Другом светском рату махом писало са видљивим патосом, истицањем херојства и са дводимензионалним поделама јунака на добре и лоше. Бранивши се од критика, Десница је написао текст „О једном граду и једној књизи“. Временом је роман стекао високо место у канону српске књижевности, као и у канону хрватске литературе, којој Десница такође припада.

## Радња
Роман се одиграва крајем Другог светског рата, када су услед савезничког бомбардовања Задра, читаве породице спас проналазиле исељавајући се у околна села. Након натуралистичких описа мртвих тела и разрушеног града сагледаних из перспективе брице Ернеста Донера, роман се фокусира на групу Задрана који се досељвају у село Смиљатовац. Поред Ернеста Донера, његове жене Лизавете и њихове новорођене бебе, групу сачињавају: књиговезац Нарцио Голоб, са женом Терезом и двоје деце из првог брака, трговац Анте Морић са ћерком Маријаном, кројачица Анита Кресоевић са нећаком Лином и рачуновођа Карло. Ернесто Донер се настањује у кући Ићана кога је игром случаја упознао почетком рата, када је дошао у његову берберницу тражећи маст за подмазивање (коломаз). Већи део романа састављен је од појединачних портрета сеоских становника и дужих и краћих епизода, непосредно везане за главне јунаке. Посебно је развијен портрет Ићановог прасца Мигуду, који је као његов љубимац имао све привилегије у селу. Затим епизода о Мили Плачидругу, пробисвету и варалици који након многобројних заната и превара, да би се спасио затвора, пристаје да постане део фашистичке војне јединце. Након што је погинуо у Шпанији, фашисти га проглашавају херојем и узимају као пример према коме сви становници окупираних области треба да се угледају. Дижу му споменик, где као круну стављају камено корито за свиње, које је надриархеолог прогласио за староримску вазу и доказом да је латинска култура одувек била присутна на тим просторима. Током рата споменик је срушен а римска ваза је поново постала корито за свиње. Такође је развијена епизода о попадији Даринки, која након смрти мужа сиромашно живи од туђе милостиње у великој кући. Када изненада умре настану проблеми око њене сахране. Сељаци смрт прихватају најнормалније и настављају своје свакодневне обавезе одлажући дан сахране до 5. дана, док грађани незадовољни желе да се што пре по сваку цену испоштује церемонијал. Са доласком јесени и зиме нерасположење Задрана расте. Након што Лина почне да искашљава крв, а у селу почну да се догађају убиства, грађани закључују да су предуго остали у Смиљатовцу. Ернесто Донер саопштава да ће са породицом да крене у Италију, док Карло одлучује да се ожени Анитом. Роман се завршава узнемирујућом сценом, када прасац Мигуд поједе новорођенче Ернеста и Лизавете.